# Aldo Nove
Aldo Nove, pseudonimo di Antonio Centanin (Viggiù, 12 luglio 1967), è uno scrittore e poeta italiano. Lo pseudonimo trae origine da una frase, ALDO DICE 26 X 1, presente nel telegramma diffuso dal Comitato Nazionale di Liberazione Alta Italia (CLNAI) nell'aprile del 1945 per comunicare il giorno (26) e l'ora (1 di notte) in cui dare inizio all'insurrezione dei partigiani a Torino nella guerra di liberazione dall'occupazione nazista. Aldo è appunto il nome presente nel messaggio mentre Nove è dato dalla somma delle tre cifre 2, 6 e 1.

## Biografia
Nel 1996, dopo la laurea in filosofia morale conseguita alla Statale di Milano, scrive Woobinda e altre storie senza lieto fine, edito da Castelvecchi e ripubblicato da Einaudi nel 1998 con il titolo Superwoobinda, polemico verso il "grottesco fondamentalismo merceologico" della nostra epoca. Nel 1999, dopo che l'autore lascia l'editore Castelvecchi, quest'ultimo pubblica Route 66 a firma Aldo Dieci, presentando il libro come scritto dall'ultima release più aggiornata del software Aldo. Dietro lo pseudonimo Aldo Dieci si nascondono gli scrittori Nicola Lagioia e Andrea Piva.
Con il racconto Il mondo dell'amore, pubblicato nell'antologia Gioventù cannibale (Einaudi 1996), viene collocato dalla stampa nella famiglia di genere pulp dei cosiddetti "Cannibali".
Ha pubblicato due raccolte di poesia con lo pseudonimo Antonello Satta Centanin, in cui ha unito i cognomi della madre e del padre, e un libro di poesie ispirate a celebri brani rock dal titolo Nelle galassie oggi come oggi. Covers (con Tiziano Scarpa e Raul Montanari).
L'uscita di Amore mio infinito, nel 2000, segna una svolta intimista ed esistenzialista che lo allontana dalla letteratura "cannibale". Nel 2006, il cantautore Bugo scriverà una canzone intitolata "Amore mio infinito", tributo al libro di Nove, il quale comparirà nel videoclip omonimo girato nel 2006. Aldo collaborerà ancora con Bugo nel 2008 per la stesura della canzone "Balliamo un altro mese", che entrerà nel disco di Bugo intitolato Contatti.
Negli anni successivi Nove si interessa alle questioni sociali legate al precariato e alla flessibilità: nel 2005 oltre a pubblicare un curioso omaggio a Fabrizio De André, Lo scandalo della bellezza (No Reply, 2005), è coautore (con Alessandro Gilioli) del testo teatrale Servizi & Servitori: la vita, al tempo del lavoro a tempo; l'anno seguente pubblica Mi chiamo Roberta, ho 40 anni, guadagno 250 euro al mese (Einaudi Stile Libero, 2006) con cui vince il Premio "Stephen Dedalus". Nel 2006 dà vita, con la TEA, alla collana di narrativa Neon, con opere di Sara Falli (Vita di Saragaia), Giovanna Giolla, Alessandro Scotti e Ciro Ascione. Nel 2010 pubblica La vita oscena, testo autobiografico che ripercorre la sua vita dall'infanzia all'età adulta. Nel 2012 pubblica "Giancarlo Bigazzi, il geniaccio della canzone italiana" (Bompiani).
Edoardo Sanguineti lo inserisce, insieme a Tiziano Scarpa e a Giuseppe Caliceti, nel suo Atlante del Novecento Italiano, ponendoli a chiusa del "secolo delle avanguardie" della letteratura italiana.
Tra le altre cose, è stato testimonial del noto marchio Hogan per il quale ha scritto lo slogan "Versi che calzano a pennello". La pubblicità appare nel retrocopertina di tutti i volumi Bompiani InVersi, collana di poesia diretta da Aldo Nove e Elisabetta Sgarbi fra gli anni Novanta e i primi anni Duemila.
Nel 2022 pubblica per Einaudi Sonetti del giorno di quarzo.
Il 6 giugno 2022 il Consiglio dei ministri del Governo Draghi ha deliberato la concessione del vitalizio garantito dalla legge Bacchelli a favore di Aldo Nove, affetto da quattro malattie croniche.
Negli anni successivi alla Pandemia di COVID-19 si avvicina a posizioni antivacciniste e complottiste. Sue interviste appaiono su siti di riferimento di queste comunità, ed egli stesso rivendica l'utilizzo della parola "complottista" sulla propria pagina Facebook.

## Opere

### Romanzi e racconti
- Woobinda e altre storie senza lieto fine, Roma, Castelvecchi, 1996; nuova ed. ampliata, Superwoobinda, Torino, Einaudi, 1998
- Il mondo dell'amore, in 'Gioventù cannibale', a cura di Daniele Brolli, Torino, Einaudi, 1996
- Roby Vandalo è Brian Ferry sulle cassette del mercato che fanno il sabato qui a Malnate, in Labranca Remix, Roma, Castelvecchi, 1997
- Puerto Plata Market, Torino, Einaudi, 1997
- Io allora me ne sono andato a puttane, in Il fagiano Jonathan Livingston: Manifesto contro la New Age, Roma, minimum Fax, 1998
- Amore mio infinito, Torino, Einaudi, 2000
- La più grande balena morta della Lombardia, Torino, Einaudi, 2004
- Zero il robot, Milano, Bompiani ("Grandi asSaggi"), 2008
- Si parla troppo di silenzio, Milano, Skira, 2009
- La vita oscena, Torino, Einaudi, 2010
- Tutta la luce del mondo, Milano, Bompiani, 2014
- Un bambino piangeva, Milano, Mondadori, 2015
- Anteprima mondiale, La nave di Teseo, Collana Oceani, 2016
- Il professore di Viggiù, Bompiani, 2018
- Pulsar, Il Saggiatore, 2024

### Poesia
- Tornando nel tuo sangue, Venezia, Edizioni del Leone, 1989
- Musica per streghe, Milano, Polena, 1991
- Nelle galassie oggi come oggi. Covers, con Tiziano Scarpa e Raul Montanari, Torino, Einaudi, 2001
- Fuoco su Babilonia!, Milano, Crocetti, 2003
- Maria, Torino, Einaudi, 2007
- A schemi di costellazioni, Torino, Einaudi, 2010
- Addio mio Novecento, Torino, Einaudi, 2014
- Poemetti della sera, Torino, Einaudi, 2020
- Sonetti del giorno di quarzo, Torino, Einaudi, 2022

### Miscellanea
- Lo scandalo della bellezza. Ispirato all'opera di Fabrizio De André, Milano, No Reply, 2005
- Milano non è Milano, Roma-Bari, Laterza, 2006
- Mi chiamo Roberta, ho 40 anni, guadagno 250 euro al mese, Torino, Einaudi ("Stile Libero"), 2006
- Elegia, Roma, Gruppo Editoriale L'Espresso ("La biblioteca di Repubblica"), 2011
- Giancarlo Bigazzi, il geniaccio della canzone italiana, saggio, Milano, Bompiani, 2012
- Mi chiamo..., Milano, Skira, 2013
- Franco Battiato, Milano, Sperling & Kupfer, 2020
- Inabissarsi, Milano, Il Saggiatore, 2025

## Discografia
Autore di testi
- 2016 – Plastic People dei RADAR (singolo basato su una lirica di Aldo Nove), Kutmusic[14]

## Premi
- 2006 – Premio "Stephen Dedalus", con Mi chiamo Roberta, ho 40 anni, guadagno 250 euro al mese[15]
- 2006 – Premio Gorky, con Woobinda e altre storie senza lieto fine[16]
- 2010 – Finalista al premio Camaiore 2010, con A schemi di costellazioni[17]
- 2015 – Premio Cesare Pavese, con Addio mio Novecento[18]
- 2015 – Rosa del Premio Viareggio, con Addio mio Novecento[19]
- 2015 – Finalista al Premio Letterario Camaiore, con Addio mio Novecento[20]
- 2015 – Finalista al Premio Pascoli, con Addio mio Novecento[21]
- 2016 – Premio Gorgone d'Oro, con Addio mio Novecento[22]
- 2023 - Finalista al Premio Viareggio con Sonetti del giorno di quarzo
- 2023 - Premio Regium Julii - Lorenzo Calogero con Sonetti del giorno di quarzo